# SN 2012aj
SN 2012aj – supernowa typu Ia, odkryta 21 lutego 2012 roku w galaktyce PGC0214498. W momencie odkrycia, miała maksymalną jasność 16,9m.